# Glaphyrus superbus
Glaphyrus superbus is een keversoort uit de familie Glaphyridae. De wetenschappelijke naam van de soort is voor het eerst geldig gepubliceerd in 1898 door Champenois.